# Lars Schandorff
Lars Schandorff Madsen (* 20. April 1965 in Aarhus) ist ein dänischer Schachspieler.

## Leben
Für die Tageszeitung Berlingske schreibt er eine tägliche Schachkolumne.

## Erfolge
Schachspielen begann er im Alter von 11 Jahren. 1988 wurde er Internationaler Meister, seit 1996 ist er Großmeister. Seine bisher höchste Elo-Zahl war 2563 von Januar bis Juni 2003.
Beim Kopenhagen Open wurde er 1997 und 1998 geteilter Erster. Zwanzigmal nahm er an der dänischen Einzelmeisterschaft teil, die er 1988 gewinnen konnte. Mit der dänischen Nationalmannschaft spielte er zwischen 1988 und 2012 bei neun Schacholympiaden, außerdem nahm er an den Mannschaftseuropameisterschaften 2005, 2007 und 2009 teil.
In der deutschen Schachbundesliga spielte er bis zur Saison 2006/07 für Werder Bremen, mit denen er 2004/05 deutscher Meister werden konnte und außerdem dreimal am European Club Cup teilnahm. In den 1980er-Jahren spielte er in Dänemark für den Holstebro Skakklub, in den 1990er-Jahren für Sydøstfyn. dann beim Helsinge Skakklub, erneut für Sydøstfyn und danach für den Hillerød Skakklub. Mit dem Skakklubben K41 wurde er in der Saison 1995/96 dänischer Mannschaftsmeister, mit dem Helsinge Skakklub 2001, 2002, 2003, 2004, 2005, 2006, 2007 und 2008. In der schwedischen Elitserien spielte er von 1999 bis 2003 für den Lunds ASK, von 2014 bis 2018 spielte Schandorff für die Mannschaft von Malmö AS und wurde mit dieser 2018 schwedischer Mannschaftsmeister. Auch in der isländischen Mannschaftsmeisterschaft war er schon aktiv.

## Veröffentlichungen
- Playing the Queen’s Gambit – A Grandmaster Guide. Quality Chess Europe, Glasgow 2009, ISBN 978-1-906552-18-3.
  - Als Neuauflage als Playing 1. d4 – The Queen’s Gambit. Quality Chess, Glasgow 2012, ISBN 978-1-907982-15-6.
- Grandmaster Repertoire 7 – The Caro-Kann. Quality Chess, Glasgow 2010, ISBN 978-1-906552-56-5.
- Playing 1. d4 – The Indian Defences. Quality Chess, Glasgow 2012, ISBN 978-1-907982-17-0.